# Ліда (аеродром)
Ліда (біл. Ліда) — військовий аеродром розташований у місті Ліда Гродненської області Білорусі.

## Історія
Створення бази дирижаблів та аеростатів у Гродненській області розпочали у 1910 році. Ліда тоді була маленьким містечком із 16-тисячним населенням. Після закінчення Російсько-японської війни 9-а повітроплавна рота Маньчжурської армії була передислокована саме до Ліди. І вже до 1910 року було збудовано льотне поле, ангари для дирижаблів, елінги-причали для них. На озброєнні знаходилися 4 дирижаблі м'якого типу.
Але це льотне поле ще не було аеродромом у сучасному розумінні цього слова. Обслуговування дирижаблів не вимагало ні злітних смуг, ні відповідної інфраструктури. Першу ЗПС побудували влітку 1912 року і аеродром запрацював з наступного 1913 року.
У квітні 1914 на цьому аеродромі відбулася перша авіакатастрофа. Підпоручик Ветчинкін із механіком Ковальчуком загинули під час польоту літаком фірми «Ньюпор». При плануванні з висоти 200—300 м літак несподівано різко провалився вниз, Ковальчук вилетів з сидіння, схопився за верхній трос, і, провисів кілька секунд, зірвався і розбився на смерть. Літак упав і спалахнув.
Після початку Першої світової війни аеродром у Ліді став першою у світі базою стратегічної авіації. В 1915 там розташувалися 10 російських літаків «Ілля Муромець» — 8 бойових машин і 2 навчальних, конструкції Сікорського.
За більш ніж столітню історію аеродрому там базувались літаки імператорської Росії, ВПС Польщі, Люфтваффе, ВПС СРСР та Білорусі.

### Російсько-українська війна
З початку повномасштабного вторгнення РФ аеродром використовувався російською авіацією, яка атакувала Україну.
4 березня 2022 року Головне управління розвідки Міністерства оборони України повідомило, що з території аеродрому бригадою армійської авіації здійснюються бойові вильоти для завдання ударів по мирному населенню та інфраструктурі України в ході російського вторгнення в Україну та оприлюднило список особового складу цієї вертолітної бригади.